# Grabow (Mühlenfließ)
Grabow ist ein Gemeindeteil von Haseloff-Grabow, einem Ortsteil der amtsangehörigen Gemeinde Mühlenfließ im Landkreis Potsdam-Mittelmark in Brandenburg. Grabow gehört dem Amt Niemegk an.

## Lage
Grabow liegt im Norden des Hohen Flämings im gleichnamigen Naturpark etwa sieben Kilometer nordöstlich von Niemegk. Umliegende Ortschaften sind die Stadt Brück im Norden, Linthe und Jeserig im Nordosten, Niederwerbig im Osten, Haseloff im Süden, die Stadt Niemegk im Südwesten sowie die zur Gemeinde Planetal gehörenden Ortsteile Mörz im Westen und Locktow im Nordwesten.
Die Bundesstraße 102 von Bad Belzig nach Jüterbog verläuft knapp 2,5 Kilometer südlich von Grabow. Des Weiteren verläuft die Bundesautobahn 9 durch das Ortsgebiet, deren Autobahnraststätte Fläming auf dem Ortsgebiet Grabows liegt. Die nächstgelegene Anschlussstelle Niemegk liegt etwa neun Kilometer von Grabow entfernt.

## Geschichte
Erstmals wurde Grabow im Jahr 1275 unter dem Namen Grabowe in einer Urkunde erwähnt. Der Ortsname stammt von dem altslawischen Wort grabov ab und bedeutet Ort, an dem Hainbuchen wachsen. Zu Grabow gehörte damals wüst gelegene und heute verschwundene Ortsteil Katerborn. Während des Dreißigjährigen Krieges brannte Grabow vollständig ab.

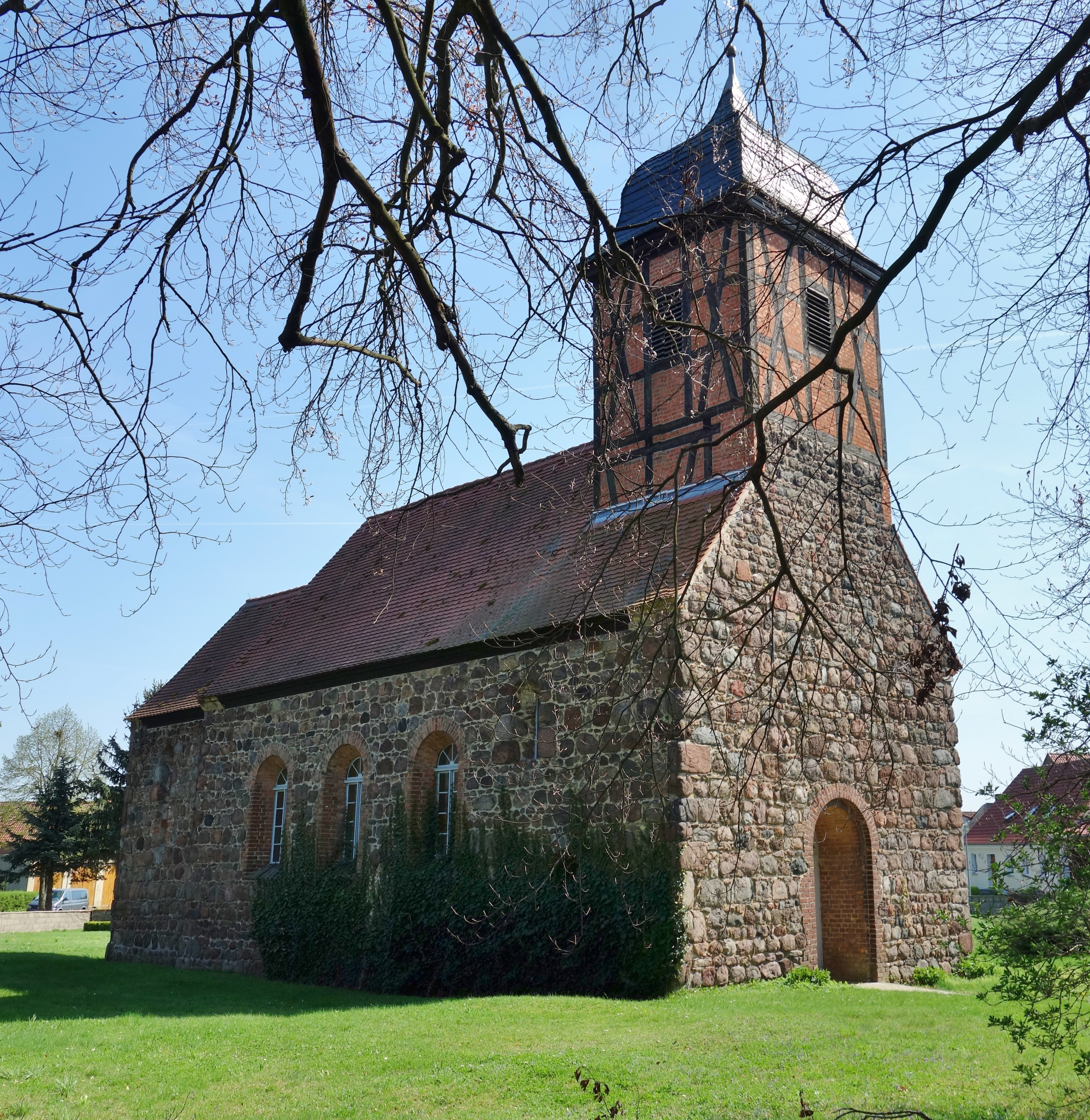
Nordwestansicht der Dorfkirche

Bei der Dorfkirche von Grabow handelt es sich um einen Feldsteinbau, der während des 13. Jahrhunderts errichtet wurde.
Grabow gehörte bis zum Wiener Kongress zum sächsischen Amt Belzig und wurde danach dem Königreich Preußen zugeschlagen. Dort lag der Ort im Landkreis Zauch-Belzig im Regierungsbezirk Potsdam. In der DDR wurde Grabow am 25. Juli 1952 wurde die Gemeinde dem damals neu gebildeten Kreis Belzig im Bezirk Potsdam zugeordnet. Zum 1. Februar 1974 wurde Grabow mit dem benachbarten Haseloff zu der neuen Gemeinde Haseloff-Grabow zusammengelegt. Nach der Wende lag Haseloff-Grabow im Landkreis Belzig in Brandenburg und schloss sich 1992 dem Amt Niemegk an.
Bei der Kreisreform in Brandenburg am 6. Dezember 1993 kam die Gemeinde schließlich zum neu gebildeten Landkreis Potsdam-Mittelmark. Zum 1. Juli 2002 wurde Haseloff-Grabow zusammen mit den bis dahin ebenfalls eigenständigen Gemeinden Nichel, Niederwerbig und Schlalach zu der neuen Gemeinde Mühlenfließ zusammengelegt.

## Bevölkerungsentwicklung
| 1875 | 184 | 1939 | 155 |
| 1890 | 189 | 1946 | 288 |
| 1910 | 205 | 1950 | 271 |
| 1925 | 176 | 1964 | 184 |
| 1933 | 172 | 1971 | 164 |

## Nachweise
1. ↑  Gemeinde- und Ortsteilverzeichnis. In: geobasis-bb.de. Landesvermessung und Geobasisinformation Brandenburg, archiviert vom Original (nicht mehr online verfügbar) am 16. August 2017; abgerufen am 26. Juni 2017.  Info: Der Archivlink wurde automatisch eingesetzt und noch nicht geprüft. Bitte prüfe Original- und Archivlink gemäß Anleitung und entferne dann diesen Hinweis.
2. ↑  Haseloff-Grabow. In: amt-niemegk.de. Abgerufen am 26. Juni 2017.
3. ↑  Grabow im Geschichtlichen Ortsverzeichnis. Abgerufen am 26. Juni 2017.
4. ↑  Historisches Gemeindeverzeichnis des Landes Brandenburg 1875 bis 2005. (PDF; 331 KB) Landkreis Potsdam-Mittelmark. Landesbetrieb für Datenverarbeitung und Statistik Land Brandenburg, Dezember 2006, abgerufen am 26. Juni 2017.